# 勒库德赖叙泰勒
勒库德赖叙泰勒（法語：Le Coudray-sur-Thelle，法語發音：[lə kudʁɛ syʁ tɛl]）是法国瓦兹省的一个市镇，属于博韦区。

## 地名
法语词“sur”意为“在……上方”，在地名中常接河名，此时地名按“XXX河畔XXX”译，但此处的“泰勒”（Thelle）并不是河名，而是临近的一个地区，“Le Coudray-sur-Thelle”一名意为“泰勒上方的勒库德赖”。

## 地理
勒库德赖叙泰勒（49°18'21"N, 2°7'26"E）面积3.76 平方千米，位于法国上法蘭西大區瓦兹省，该省份为法国北部内陆省份，北起索姆省，西接厄尔省和滨海塞纳省，南至塞纳-马恩省和瓦兹河谷省，东临埃纳省。
与勒库德赖叙泰勒接壤的市镇（或旧市镇、城区）包括：奥当克莱韦克、泰勒地区拉布瓦西耶尔、锡伊-蒂亚尔、拉德雷讷。
勒库德赖叙泰勒的时区为UTC+01:00、UTC+02:00（夏令时）。

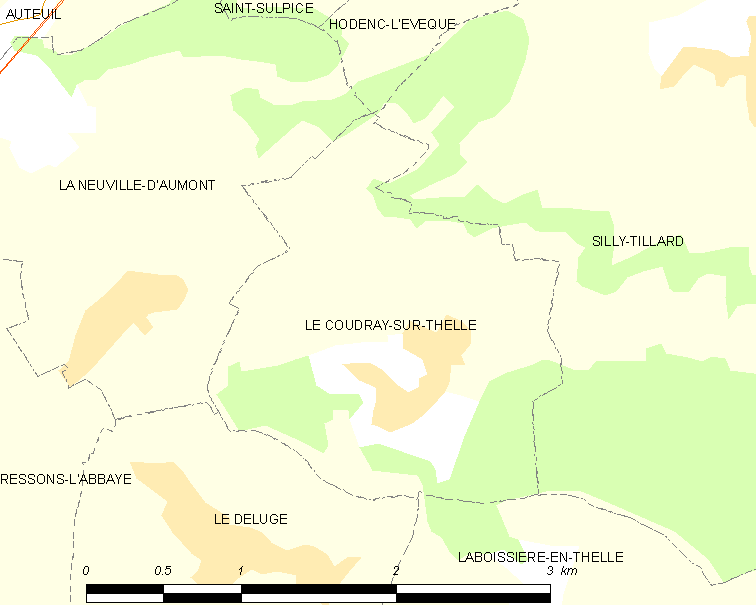
勒库德赖叙泰勒的OSM定位图

## 行政
勒库德赖叙泰勒的邮政编码为60430，INSEE市镇编码为60165。

## 政治
勒库德赖叙泰勒所属的省级选区为韦克桑地区肖蒙县。

## 人口

1962-2008年间勒库德赖叙泰勒人口变化图示

勒库德赖叙泰勒于2022年1月1日时的人口数量为555人。